# Brody (Ukraine)
Pour les articles homonymes, voir Brody.
Brody (en ukrainien et en russe : Броди ; en polonais : Brody ; en yiddish : בּראָד, Brod) est une ville de l'oblast de Lviv, en Ukraine. Sa population s'élevait à 23 713 habitants en 2016.

## Géographie
Brody est située sur le bassin supérieur de la rivière Styr, à l'extremité nord-est de la région historique de Galicie près de la limite de la Volhynie. La ville se trouve à 87 km au nord-est de Lviv, centre administratif de l'oblast.

## Histoire
Des découvertes archéologiques suggèrent que la région était habitée à partir du XIIe siècle av. J.-C.

### La Rus' de Kiev
La première mention de Brody (en français : « gué ») remonte à l'an 1084 ; à cette époque, elle appartenait à la Rus' de Kiev puis de la principauté de Galicie. Pendant l'invasion mongole de l'Europe, la ville a sans doute été détruite en 1241 par les troupes de Batou Khan. Après l'extinction de la lignée princière des Riourikides en 1323, le trône de Galicie-Volhynie passa à la branche de Mazovie de la maison Piast polonaise.

### Ville polonaise
Brody faisait partie du royaume de Pologne à partir de 1340. Ainsi commença une période dans laquelle la ville a été re-créé comme une cité idéale par la noblesse polonaise (szlachta). Incorporée dans la voïvodie ruthène (Ruthénie rouge),  elle fut la possession de plusieurs familles féodales (Sienioski, Kamieniecki) à partir de 1441. 
La ville, qui était alors connue sous le nom de Lubicz, reçut des privilèges urbains selon le droit de Magdebourg par la couronne de Pologne en 1546. En 1629, Brody entra en la possession de Stanisław Koniecpolski, qui la transforma en forteresse (1630-1635) sur les plans de l'ingénieur militaire français le marquis Guillaume Levasseur de Beauplan. En 1648, Bohdan Khmelnytsky fut incapable de la prendre malgré un siège de huit semaines.

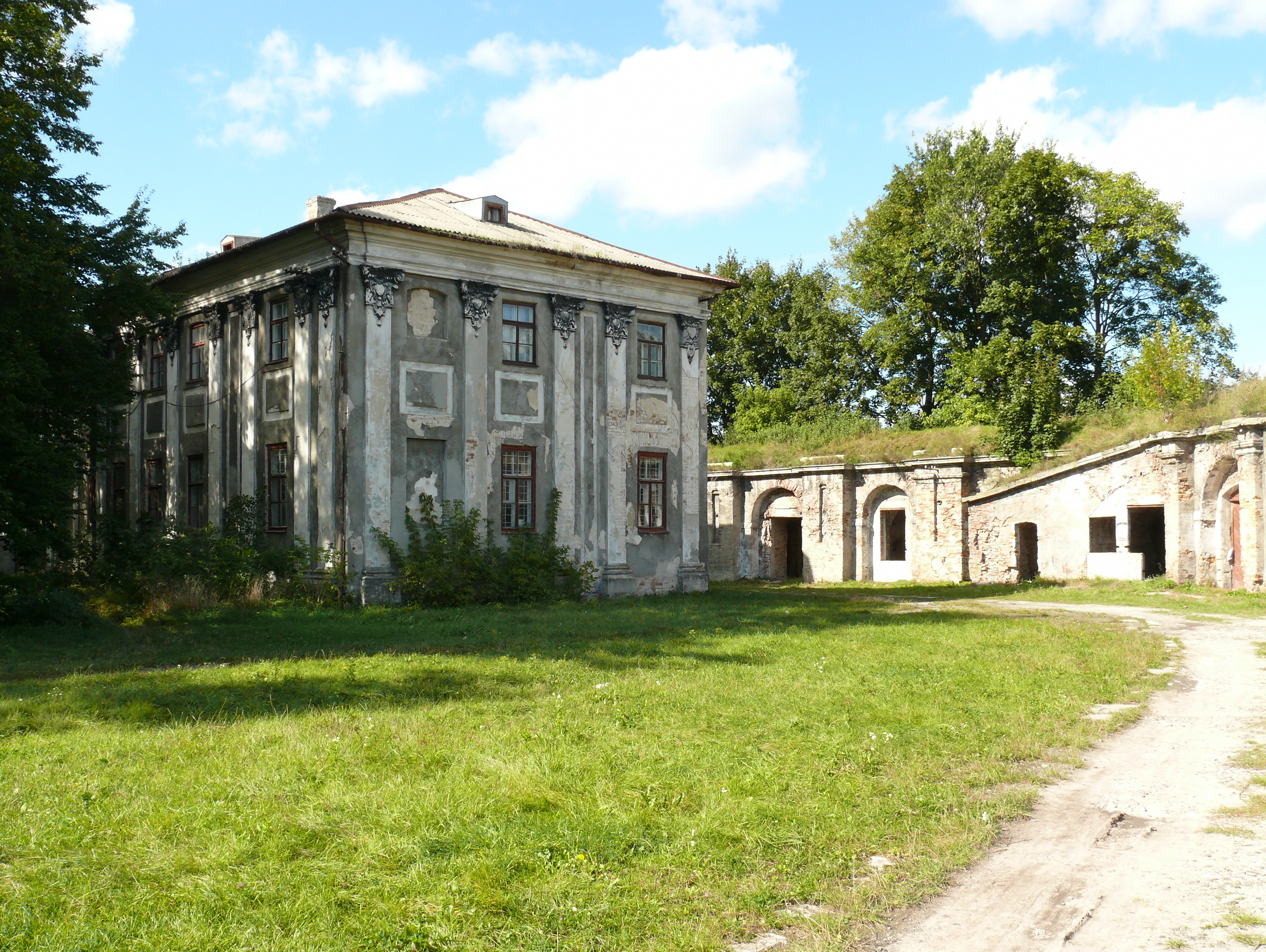
Le château Potocki de Brody, classé.

Depuis le XVIIe siècle, la ville est peuplée principalement d'Ukrainiens et de Polonais, mais aussi de Juifs, d'Arméniens et de Grecs. Pendant ce temps, elle a connu un important essor économique, en avait fait la plaque tournante des échanges entre la république des Deux Nations, la Russie et l'Empire ottoman. En 1704, elle est achetée par la famille Potocki. En 1734, la forteresse de Brody est détruite par les troupes russes, puis reconstruite par Stanislas Potocki dans un style baroque.

### La période autrichienne
À partir de 1772, les provinces de Pologne sont partagées entre trois monarchies absolues voisines : la Russie, l’Autriche et la Prusse. De la première partition de la Pologne, la ville fait partie de la monarchie de Habsbourg puis de l'empire d'Autriche et de l'Autriche-Hongrie (Cisleithanie après le compromis de 1867). Les territoires polonais annexés par l'Autriche prennent alors le nom officiel de « royaume de Galicie et de Lodomérie ». 
En 1779, la ville frontalière est déclarée une zone de libre-échange, sur l'exemple des ports de Trieste et Fiume. Brody est, à nouveau, l'un des principaux centres des échanges commerciaux entre l'Europe centrale et orientale. Durant le blocus continental de Napoléon Ier, la contrebande de marchandises coloniales était florissante. En 1812, Wincenty Potocki est forcé par le gouvernement autrichien d'abattre les fortifications de la ville.

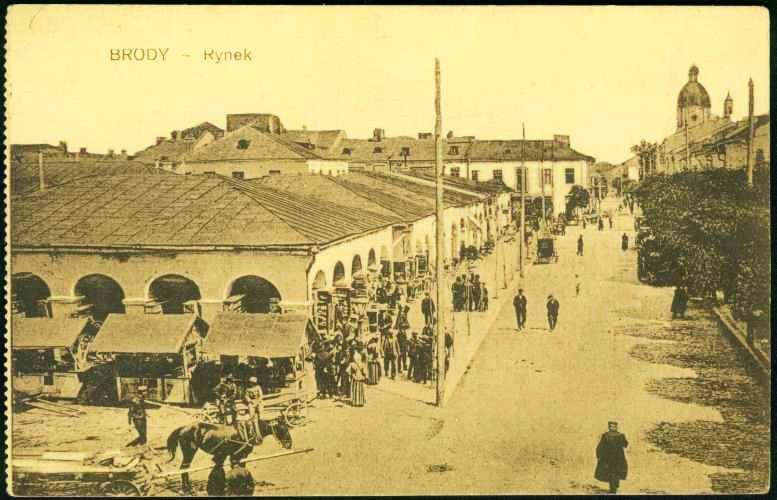
La place du marché, 1904.

La ville fut le chef-lieu du district de Brody, l'un des 78 Bezirkshauptmannschaften de la province (Kronland) de Galicie, le 29 septembre 1855. 

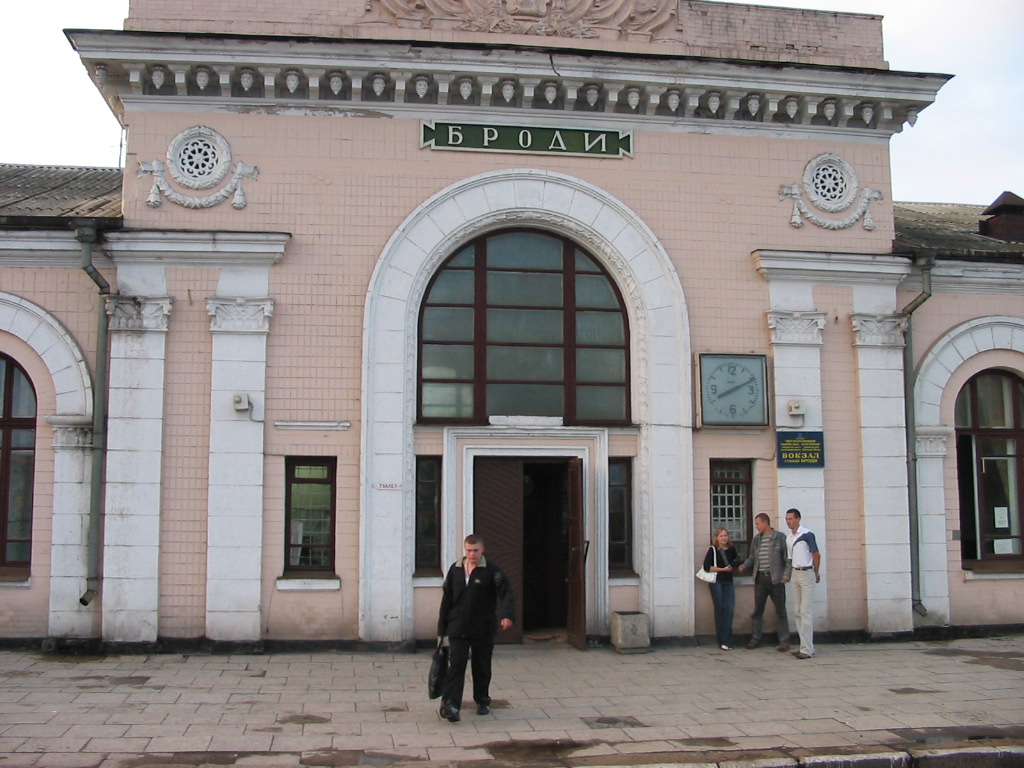
La gare de Brody.

En 1869, elle est reliée au réseau ferroviaire autrichien ; une ligne de raccordement à Radivilov en Russie fut inaugurée quatre ans plus tard. Néanmoins, l'annulation du libre-échange en 1879 entraînait une stagnation du développement. Dans son roman La Marche de Radetzky, l'écrivain Joseph Roth décrit les conditions sociales de la zone éloignée.

### Entre-deux-guerres
Après la Première Guerre mondiale, le sort de la Galicie fut disputé par la Pologne et la Russie soviétique, jusqu'à la paix de Riga, signée le 18 mars 1921 et qui attribua la Galicie orientale à la deuxième république de Pologne. Brody fut rattachée à la voïvodie de Tarnopol. L'armée polonaise et l'Armée rouge y firent de graves destructions au cours de la guerre russo-polonaise de 1920, décrite en détail dans Cavalerie rouge d'Isaac Babel. C'était une ville militaire, base de la brigade de cavalerie Kresowa.
En septembre 1939, après la défaite polonaise face à l'Allemagne nazie, Brody fut occupée par l'Armée rouge, conformément aux clauses du pacte germano-soviétique. Entre le 26 juin et le 30 juin 1941, une bataille opposa la Première Armée Panzer allemande à cinq corps mécanisés soviétiques, avec de lourdes pertes des deux côtés.  Au cours de l'été 1944, Brody et ses environs furent le théâtre d'une importante opération stratégique — l'opération Lvov-Sandomierz, à l'issue de laquelle l'armée soviétique encercla et détruisit d'importantes forces allemandes.
Dans le Gouvernement général sous l'occupant nazi, la Galicie orientale est annexée en 1944 par l'Union soviétique et incluse dans la république socialiste soviétique d'Ukraine.

### XXIe siècle
La ville est le siège de la 16e brigade d'aviation de l'armée de l'Aviation légère de l'armée ukrainienne sur la base aérienne de Brody.

### La communauté juive

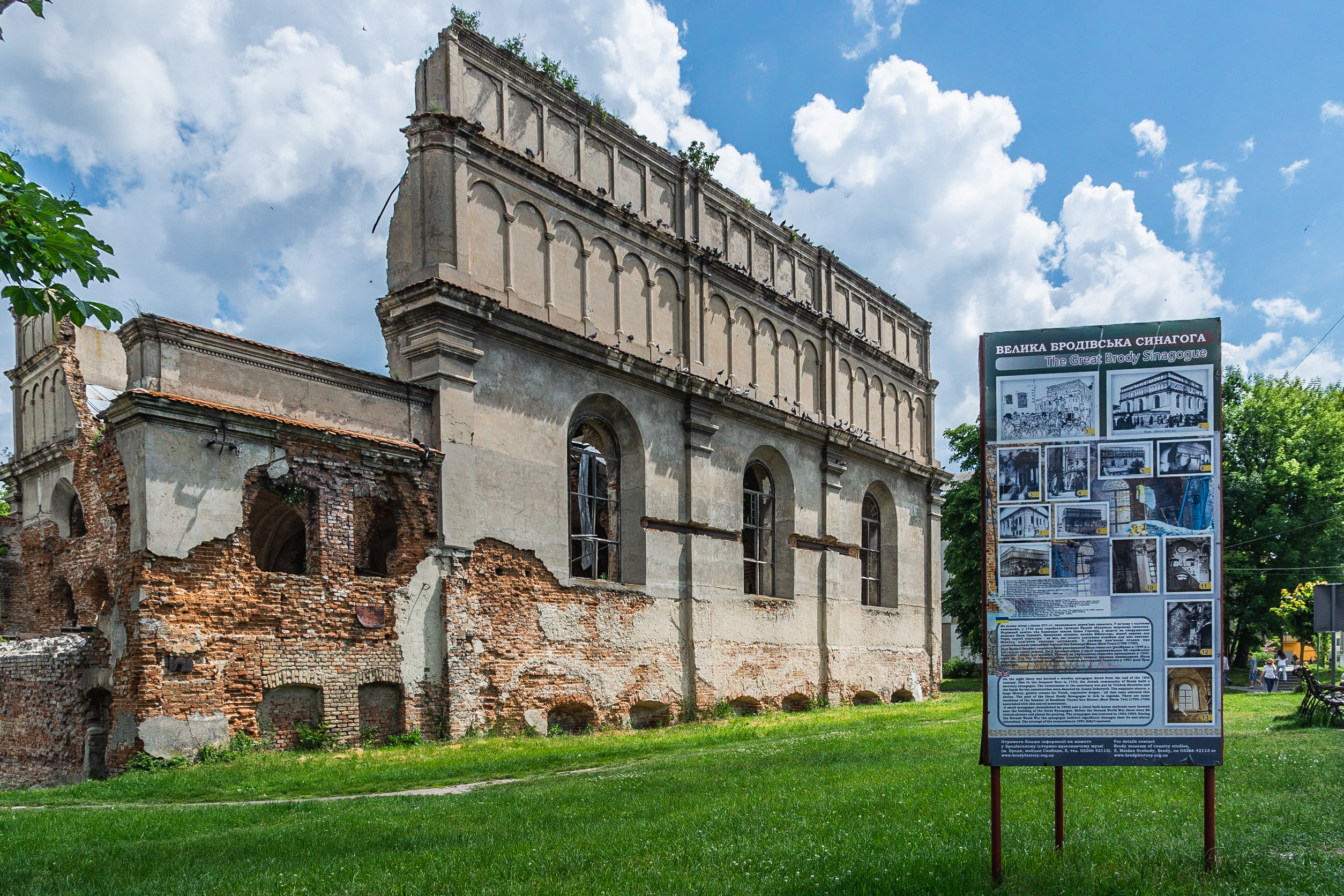
Les ruines de la Vieille Synagogue, classées.

Au XIXe siècle, Brody était un carrefour et un centre de commerce juif et était considérée comme un shtetl. Elle était alors célèbre pour ses Brodersänger ou chanteurs de Broder[pas clair], qui furent parmi les premiers à chanter en yiddish en public, en dehors des fêtes de Pourim ou des mariages.
Les mesures discriminatoires du tsar Alexandre III de Russie à l'égard des Juifs contenues dans les Lois de mai 1882 entraînèrent une immigration massive des Juifs de Russie. Chaque jour des centaines de Juifs arrivaient à Brody, ce qui plaça leurs coreligionnaires autrichiens et allemands face un dilemme. On estime entre 20 000 et 25 000 le nombre de réfugiés arrivés de Russie dans une ville frontalière de 20 000 habitants. Les communautés juives d'Europe centrale et occidentale, qui appartenaient aux classes moyennes, se tournèrent vers l'Alliance israélite universelle, l'un des organismes philanthropiques juifs les plus importants et les plus respectés, pour faire face à l'afflux des nouveaux arrivants.
Durant le Gouvernement général et l'occupation nazie, en décembre 1942, la population juive fut enfermée dans un ghetto, à l'intérieur de la ville. La plupart des 9 000 Juifs que comptait la ville avant la guerre périrent, dans des camps de concentration, de faim, du travail forcé ou furent assassinés.

## Population
Recensements (*) ou estimations de la population :
| 1869   | 1880   | 1900   | 1910   | 1939   | 1959*  | 1970*  |
| ------ | ------ | ------ | ------ | ------ | ------ | ------ |
| 18 700 | 20 000 | 16 400 | 18 000 | 15 700 | 10 243 | 15 948 |

| 1979*  | 1989*  | 2001*  | 2013   | 2014   | 2015   | 2016   |
| ------ | ------ | ------ | ------ | ------ | ------ | ------ |
| 19 471 | 23 256 | 23 239 | 23 784 | 23 803 | 23 796 | 23 713 |

## Jumelage

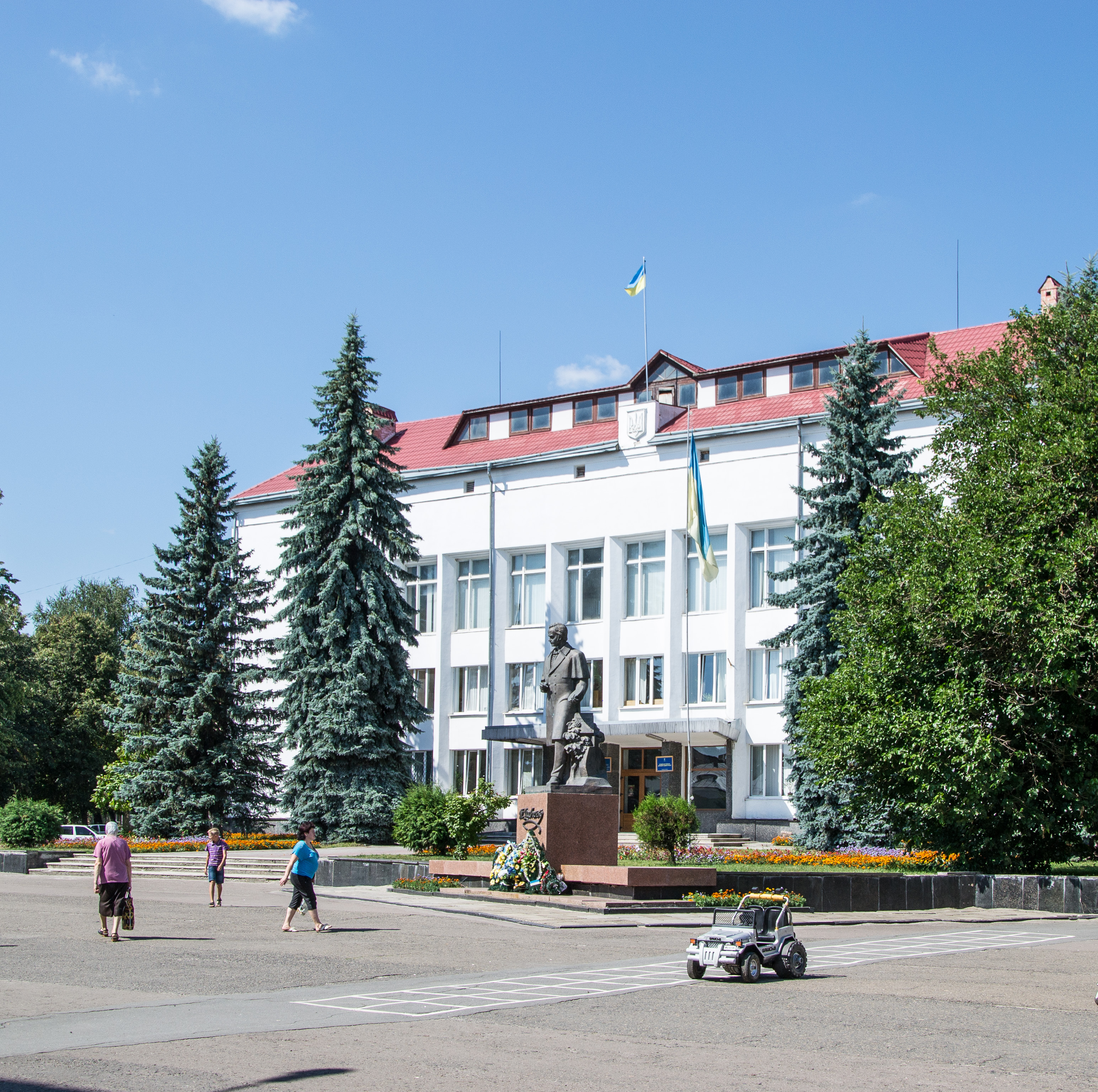
La mairie de Brody.

Brody est jumelée avec :
- Wolfratshausen (Allemagne) depuis 2009 ;

## Personnalités liées à la commune
- Johann von Hiller (1754-1819), général, grandit à Brody ;
- Nachman Krochmal (1785-1840), philosophe de religion ;
- Joseph Ludwig Raabe (1801-1859) mathématicien ;
- Iuliu Barasch (1815-1863), médecin, philosophe, fondateur de la Haskala en Roumanie, né à Brody ;
- Amalia Freud (1835-1930), mère de Sigmund Freud ;
- Ivan Trouch (1869-1941), peintre, né au village de Verkhnié Vyssotské ;
- Rosa Schapire (1874-1954), historienne de l'art allemande, née à Brody ;
- Anna Schapire (1877-1911), écrivaine et traductrice autrichienne, née à Brody ;
- Joseph Roth (1894-1939), écrivain, né à Brody ;
- Daniel Yanofsky (1925-2000), grand maître du jeu d'échecs ;
- Valeriy Babytch (1953-2020), homme politique, économiste et homme d'affaires ukrainien, né à Brody ;
- Oksana Lyniv (1978-), cheffe d'orchestre ;
- Max Margules (1856-1920), scientifique.